# Aelurillus simoni
Aelurillus simoni là một loài nhện trong họ Salticidae.
Loài này thuộc chi Aelurillus. Aelurillus simoni được Hermann Lebert miêu tả năm 1877.